# 罗贝尔·皮雷斯
罗贝尔·埃马纽埃尔·皮雷斯（法語：Robert Emmanuel Pirès，1973年10月29日—）出生於法國蘭斯，世界足壇最佳法國巨星之一。為葡萄牙與西班牙混血後裔，是職業職業足球員及前法國國腳，司職中場，適合中場任何位置以至副鋒的工作，主要在左翼發動攻擊。

## 生平
1992年，皮雷在梅茨俱乐部的第一年遇到了他的第一任妻子娜塔莉。两人结婚6年，2003年离婚。皮雷斯告诉《每日镜报》，他的离婚毁了他，影响了他的工作，影响了他的注意力和睡眠。
皮雷斯畢業於梅斯青年足球學校，在1993年獲選在甲隊出場首戰里昂，皮利斯在梅斯逗留了六季，合共出賽162場及射入43球，並奪得法國聯賽盃（1996年）。
皮雷斯於1998年以500萬英鎊轉會馬賽。但在馬賽他渡過了失望的兩年：首年馬賽以1分之微失落聯賽錦標，歐洲足協盃決賽以0-3負於帕爾馬，而次年更被場內場外的事件影響表現，導致季末與球隊不和。

### 阿仙奴
2000年（即：歐國盃剛結束不久）皮利斯以600萬英鎊加盟阿仙奴，取代剛轉會巴塞隆拿的。雖然初期不適應英格蘭的體力化踢法，但逐漸重拾當年在梅斯的狀態，足總盃準決賽對熱刺時射入決勝球，但決賽不幸以1-2負於利物浦。2001/02年皮利斯完全掌握英超的節奏從而開展其最佳球季，成為英超助攻榜的首席及獲選英格蘭足球先生和阿仙奴年度最佳球員，協助球隊奪得聯賽及足總盃雙料冠軍，遺憾是對紐卡素時十字韌帶受傷而需在季尾最後兩個月養傷。經過長期休養，皮利斯於2002/03年復出，在決賽射入決勝球以1-0擊敗修咸頓衛冕足總盃冠軍。翌年（2003/04年）更協助阿仙奴成為頂級聯賽115年歷史的首支不敗奪冠球隊。
皮利斯是法國在1998年法國世界盃及2000年荷/比歐洲國家杯（皮利斯的助攻造就查斯古特在決賽加時的黃金入球以2-1擊敗意大利）的冠軍隊成員，但因傷缺席2002年韓日世界盃。皮利斯亦曾代表法國出席1996年亞特蘭大奧運會及2004年葡萄牙歐洲國家盃。但2004年末與法國隊主教練多梅内克發生意見，國腳生涯從止中斷，皮利斯共為法國出戰52場及射入10球。
有批評皮利斯在2004/05年的表現走下坡，但皮利斯仍為前列射手，以14球位列英超神射手榜的第三位，僅次於隊友亨利及水晶宮的安祖·莊臣。在足總盃決賽加時0-0後，以十二碼5-4擊敗曼聯再獲一面足總杯冠軍獎牌。
皮利斯天資聰敏，卻曾經犯下一個遭人當成笑柄的失誤，在2005年10月勝曼城1-0的一役，阿森纳獲判兩个十二碼，首球皮利斯射入，第二球皮利斯模仿克鲁伊夫將皮球輕推向前讓亨利後上射球，但皮球滾動的位置不合，皮利斯意圖修正時被裁判吹罰兩次觸球，給曼城一個間接自由球。

### 維拉利爾
2005/06年皮利斯與阿森纳因新合約問題爭吵不休，皮利斯希望在夏天約滿後延長兩年，但阿森纳堅持三十歲以上的球員只能逐年續約，事件到接近季尾仍未解決。2006年5月17日於法國巴黎法蘭西球場舉行的歐洲聯賽冠軍盃決賽皮利斯以正選身份上陣，對手為巴塞罗那。可惜因為門將列文早段侵犯對方球員被罰紅牌離場而被迫於20分鐘將皮利斯換出，此也是他最後一次為阿森纳披甲上陣。決賽數天後，皮利斯經多番考慮下，最後選擇以自由身身份簽下2年週薪50,000鎊合約加盟西甲球隊維拉利爾，結束與阿森纳長達6年的賓主關係。
2010年夏季，皮利斯合同期满后没有得到維拉利爾的续约，成为自由球员。皮利斯返回英格蘭跟隨舊球會阿仙奴操練以保持狀態。11月16日阿士東維拉助理領隊加利·麥亞里士打宣佈皮利斯即將加盟，兩天後落實，簽署6個月短約，期間合共上陣7仗。

## 榮譽
- 世界盃 冠軍：1998年
- 歐洲國家杯 冠軍：2000年
- 洲際國家杯 冠軍 (2次)：2001年、2003年
- 英格蘭足總盃 冠軍 (3次)：2002年、2003年、2005年
- 英格蘭超級聯賽 冠軍 (2次)：2001/2002球季、2003/2004球季
- 法國足球甲級聯賽 亞軍 (2次)：1997/1998球季、1998/1999球季
- 法國聯賽盃 冠軍：1995/1996球季
- 英格蘭足球先生：2001/2002球季
- 法國榮譽軍團勳章：1998年

## 外部連結
- 足球数据库：罗贝尔·皮雷斯的球员统计数据